# Cloyes-sur-le-Loir
Cloyes-sur-le-Loir är en kommun i departementet Eure-et-Loir i regionen Centre-Val de Loire strax norr om centrala Frankrike. Kommunen ligger i kantonen Cloyes-sur-le-Loir som tillhör arrondissementet Châteaudun. År 2018 hade Cloyes-sur-le-Loir 2 690 invånare.

## Befolkningsutveckling
Antalet invånare i kommunen Cloyes-sur-le-Loir
Referens:INSEE